# Point of Delivery
Point of Delivery (in italiano "punto di fornitura" ma più diffusamente tradotto con "punto di consegna" o "punto di prelievo") è un codice alfanumerico composto da 14 caratteri (con un quindicesimo carattere opzionale) utilizzato per identificare i punti fisici di prelievo e/o di immissione di energia elettrica nelle reti elettriche di distribuzione e trasmissione.
Utilizzato sia dai consumatori che dai produttori di energia elettrica, questi ultimi anche detti prosumer in quanto al contempo produttori e consumatori di energia elettrica, attraverso i servizi ausiliari connessi ad ogni impianto di produzione, è generalmente indicato sulla bolletta elettrica. È possibile trovare il codice POD sul display del contatore o nella bolletta del proprio fornitore.

## Nel mondo
In Gran Bretagna il POD è chiamato MPAN (Meter Point Administration Number) ed è di 21 cifre.  In Spagna è noto come CUPS (Código Unificado de Punto de Suministro).

### Italia
In Italia la struttura del codice è determinata da Terna ed è composta dalle lettere "IT", per l'identificazione del Paese, seguite da 3 cifre che identificano l'impresa distributrice concessionaria della rete alla quale è connesso l'intestatario del POD, dalla lettera "E" che identifica una fornitura di energia elettrica, e da un codice numerico di 8 cifre. Le imprese distributrici hanno facoltà di aggiungere un quindicesimo carattere come chiave di controllo. Un esempio di POD è quindi "IT123E12345678".